# Cristián I de Sajonia-Merseburgo
Cristián I de Sajonia-Merseburgo (Dresde, 27 de octubre de 1615 - Merseburgo, 18 de octubre de 1691) fue el primer duque de Sajonia-Merseburgo y un miembro de la Casa de Wettin.

## Biografía
Era el sexto hijo (aunque el tercero superviviente) del elector Juan Jorge I de Sajonia y de su segunda esposa Magdalena Sibila de Prusia.
Como hijo menor, Cristián tenía pocas perspectivas de heredar el Electorado de Sajonia, y en su lugar recibió de su padre en 1650 la administración del anterior obispado de Merseburgo, que había sido confiscado después de la Reforma protestante. También fue elegido para el capítulo de la catedral.
En un testamento firmado el 20 de julio de 1652, el elector Juan Jorge I estableció una división oficial de los territorios de la línea albertina. Cristián se trasladó a Merseburgo con su esposa e hijos el 30 de septiembre de 1653 y estableció allí su hogar. Su corte pronto abarcó a 150 personas.
Cristián tomó posesión formal de sus tierras el 22 de abril de 1657, unos pocos meses después del funeral de su padre realizado el 27 de enero de 1657. De acuerdo con el deseo de Juan Jorge I, Cristián recibió Merseburgo y las ciudades de Bad Lauchstädt, Schkeuditz, Lützen y Zwenkauand, con sus castillos, la mitad de las ciudades de Brehna, Zörbig, y Finsterwalde, y el margraviato de Baja Lusacia, incluyendo las ciudades y castillo de Lübben, Dobrilugk, Finsterwalde, Guben, Luckau, Calau, y Spremberg. Este acuerdo creó el ducado de Sajonia-Merseburgo con Cristián como su gobernante.
Cuando se extinguió la casa de Biberstein el 9 de enero de 1668, Cristián se convirtió en gobernante de Forst, con todos sus castillos y poblaciones vasallas, incluyendo Döbern en el electorado de Sajonia, lo que creó nuevas disputas con su hermano, Juan Jorge II, su gobernante. El 11 de agosto se estableció una división formal de los nuevos territorios. Por este acuerdo, las ciudades de Delitzsch y Bitterfeld (que Cristián recibió en 1660), además de Zörbig, fueron devueltas al electorado de Sajonia. No obstante, Zörbig fue retornada a Cristián en 1681.
El 25 de noviembre de 1659, Cristián dio su consentimiento al conde Erdmann Leopold de Promnitz para permitir la entrada de algunos refugiados protestantes de Silesia, principalmente de Sagan y Glogau, para vivir tranquilamente en Neudorf. En su honor, renombraron la villa como Christiansdorf (ahora conocida como Krzystkowice).
El hermano mayor de Cristián, Juan Jorge II, se encontró frustrado por el último deseo de su padre, que dividió los territorios del Electorado de Sajonia sin obedecer al principio de primogenitura. Trató de recuperar las tierras de sus hermanos (incluyendo las de Cristián), ya que temía que la unidad del Electorado estaba en peligro; finalmente, tras varias discusiones, Cristián y sus hermanos menores aceptaron a regañadientes el vasallaje y señorío del elector. No obstante, el elector Juan Jorge III, hijo de Juan Jorge II, intentó de nuevo recuperar los apanages de sus tíos y primos mediante la anulación de los acuerdos anteriores a su ascenso en 1680. Durante el resto de su mandato Cristián estuvo perpetuamente bajo la amenaza de un conflicto abierto con su sobrino, el elector. 
En 1655 Cristián I fue aceptado en la Sociedad Fructífera.

## Matrimonio y descendientes
Su único matrimonio se concretó el 19 de noviembre de 1650 en Dresde con Cristiana, hija del duque Felipe de Schleswig-Holstein-Sonderburg-Glücksburg a partir de su matrimonio con Sofía Eduviges de Sajonia-Lauenburg, en un doble matrimonio en que su hermano Mauricio se casó con la hermana de Cristiana, Sofía Eduviges. 
Con su esposa tuvo los siguientes hijos: 
- Sofía Magdalena (1651-1675);
- Juan Jorge (1652-1654), príncipe heredero;
- Cristián II (1653-1694), duque de Sajonia-Merseburg casado con Erdmuthe Dorotea de Sajonia-Zeitz;
- Augusto (1655-1715), duque de Sajonia-Merseburg-Zörbig casado con Eduvigis Leonor de Mecklemburgo-Güstrow;
- Hijo nacido muerto (1656);
- Felipe (1657-1690), duque de Sajonia-Merseburg-Lauchstädt casado en primeras nupcias con Sofía Leonor de Sajonia-Weimar; y en segundas nupcias con Luisa Isabel de Wurtemberg;
- Cristina (1659-1679), casada con el duque Cristián de Sajonia-Eisenberg;
- Sofía Eduviges (1660-1686), casada con el duque Juan Ernesto de Sajonia-Coburgo-Saalfeld;
- Enrique (1661-1738), duque de Sajonia-Merseburg-Spremberg (más tarde, de la totalidad de Sajonia-Merseburg), casado con Isabel de Mecklemburgo-Güstrow;
- Mauricio (1662-1664);
- Sibila María (1667-1693), casada con el duque Cristián Ulrico I de Wurtemberg-Oels.